# Obří postele
Obří postele jsou skalní útvar a zároveň vrchol s nadmořskou výškou 284 m v Železných horách, asi 1,5 km jižně od obce Zdechovice.
Obří postele jsou uskupení mohutných plochých žulových balvanů, tvořených hrubozrnnou chvaletickou žulou. Balvany se rozkládají v lese na nevysokém pahorku (ruwaru) na plochém hřbetu Chvaletické pahorkatiny. Největší a zároveň nejvýše položený balvan o délce šesti metrů nese název Duchna. Celý útvar vznikl chemickým zvětráváním a následně odnosem lavicovitě odlučné chvaletické žuly.

## Přístup
Kolem Obřích postelí je vedena modrá turistická značená trasa 1980 spojující asi 300 metrů vzdálené stejnojmenné rozcestí s obcí Zdechovice. Z rozcestí dále vede zeleně značená trasa 3096 do Bernardova nebo Semtěše a žlutě značená trasa 7242 do Morašic. Název Obří postele nese i turistický okruh charakteru naučné stezky s výchozím a koncovým bodem ve Zdechovicích, který okolo vedoucí trasu využívá. Přímo u skalního útvaru se nachází turistické odpočívadlo a informační tabule.
Asi 300 metrů západně od Obřích postelí se nachází skalní útvar Gabrový výchoz.